# ستيفن هوارث
ستيفن هوارث (بالإنجليزية: Steven Howarth)‏ (3 يونيو 1992 بغلاسكو في المملكة المتحدة - ) هو لاعب كرة قدم بريطاني في مركز الهجوم. لعب مع نادي ماذرويل ونادي كلايد ونادي ألوا أثليتيك ونادي ألبيون روفرز.

## وصلات خارجية
- ستيفن هوارث على موقع قاعدة بيانات كرة القدم.إي يو (الإنجليزية)
- ستيفن هوارث على موقع Soccerbase.com (لاعب) (الإنجليزية)